# Montacher-Villegardin
Montacher-Villegardin è un comune francese di 773 abitanti situato nel dipartimento della Yonne nella regione della Borgogna-Franca Contea.

## Società

### Evoluzione demografica
Abitanti censiti